# Нарьян-Марская епархия
Нарьян-Ма́рская епархия — епархия Русской православной церкви, объединяющая приходы в северной части Архангельской области (в границах Лешуконского и Мезенского районов, Ненецкого автономного округа, архипелагов Новая Земля и Земля Франца-Иосифа). Входит в состав Архангельской митрополии.

## История
Образована решением Священного Синода Русской православной церкви 27 декабря 2011 года путём выделения из Архангельской епархии. Административно включена в состав Архангельской митрополии.
18—19 апреля 2012 года состоялась первое епархиальное собрание Нарьян-Марской епархии, на котором было принято решение о делении епархии на 6 благочиний и образованы епархиальные отделы.
Епископ Иаков так сказал о своей епархии: «Специфика характерна вообще для Севера: огромные территории, практически нет дорог. Достаточно сказать, что в Нарьян-Маре есть „зимники“, но они, что явствует из самого названия, функционируют, когда стоят морозы. Летом — самолёт. А если говорить о наших отдалённых сёлах, туда можно долететь на АН-2 либо на вертолёте, летом единственный вид транспорта — это лодка».

## Епископы
- Иаков (Тисленко) (25 февраля 2012 — 20 марта 2025)
- Софроний (Семенов) (с 11 мая 2025)

## Благочиния
Епархия разделена на 4 церковных округа (по состоянию на октябрь 2022 года):
- Арктическое благочиние
- Мезенское благочиние
- Усть-Вашское благочиние
- Центральное благочиние

## Монастыри
В настоящее время на территории епархии нет монастырей, но в прошлом в деревне Ущелье Лешуконского района действовал Ущельский Иовский монастырь (мужской, затем женский).
В 2012 году в епархии впервые состоялся монашеский постриг, в том же году Спасо-Бородинский монастырь направил в епархию инокиню Татьяну для несения церковного послушания в Нарьян-Маре. В будущем епископ Иаков планирует создать в епархии монастырь.